# جون دوغلاس (لاعب كرة قاعدة)
جون دوغلاس (بالإنجليزية: John Douglas) هو لاعب كرة قاعدة أمريكي، ولد في 14 سبتمبر 1917 في Thayer, West Virginia ‏ في الولايات المتحدة، وتوفي في 11 فبراير 1984 في ميامي في الولايات المتحدة.

## وصلات خارجية
- جون دوغلاس على موقعبيزبول رفرنس.كوم (الدوري الرئيسي) (الإنجليزية)
- جون دوغلاس على موقعبيزبول رفرنس.كوم (الدوري الثانوي) (الإنجليزية)